# Акт про вихід з Європейського Союзу 2018 року
Акт Європейського Союзу (вихід) 2018 року (також відомий як Великий акт про скасування) — це акт парламенту Сполученого Королівства, який передбачає як скасування Акту про Європейські співтовариства 1972 року, так і схвалення парламентом для будь-якої угоди про вихід. узгоджено між урядом Сполученого Королівства та Європейським Союзом. Ухвалення законопроекту обома палатами парламенту було завершено 20 червня 2018 року, а 26 червня він став законом з королівської згоди.
Закон має надати можливість «відсікати джерело права ЄС у Великій Британії ...і позбавити інституцій ЄС повноважень приймати закони для Великобританії». Уряд Терези Мей у 2017–2019 роках вважав його найважливішим конституційним законодавством, прийнятим парламентом після самого Акту про Європейські співтовариства в 1972 році 
Щоб забезпечити юридичну спадкоємність, він дає змогу транспонувати вже існуюче законодавство ЄС, що підлягає прямому застосуванню, у законодавство Великобританії  і таким чином «створити нову категорію внутрішнього права Сполученого Королівства: збережене право ЄС» (також відоме як «REUL»). "). Це також дає уряду деякі обмежені повноваження адаптувати та скасовувати закони, які більше не актуальні.
Це робить майбутню ратифікацію угоди про вихід, як договору між Великою Британією та ЄС, залежною від попереднього прийняття іншого закону парламенту про затвердження остаточних умов виходу після завершення переговорів щодо Brexit. Він призначив 21 січня 2019 року (найпізніше) як дату, коли уряд має ухвалити рішення, якщо переговори не вдасться досягти принципової угоди щодо домовленостей щодо Brexit та рамок майбутніх відносин Великої Британії з ЄС, а також обговорити рішення уряду в парламент.
Законопроект є одним із серії запланованих законів, які впливають на міжнародні операції та прикордонний контроль, включаючи переміщення товарів.
Закон повністю набув чинності в п’ятницю, 31 січня 2020 року о 23:00 за Гринвічем, хоча до нього були внесені зміни Законом про Європейський Союз (Угода про вихід) 2020 року, який зберіг дію Акту про Європейські співтовариства 1972 року (ECA 1972) під час імплементації. період і офіційно ратифікувала та включила Угоду про вихід у національне законодавство після того, як Сполучене Королівство офіційно вийшло з Європейського Союзу.

## Положення

### Скасування ECA 1972 і ратифікація угоди про вихід
Акт прийнято у зв’язку з виходом Сполученого Королівства з Європейського Союзу 29 березня 2019 року, у другу річницю повідомлення про вихід згідно зі статтею 50 (2) Договору про Європейський Союз. Закон передбачає ратифікацію та імплементацію угоди, що встановлює порядок виведення. У переговорних директивах ЄС зазначено, що обов’язковий період для переговорів щодо угоди закінчується «найпізніше 30 березня 2019 року о 00:00 (за брюссельським часом )», тобто Центральноєвропейський час — «якщо Європейська Рада, за згодою зі Сполученим Королівством, одноголосно не вирішить продовжити цей період відповідно до статті 50(3) Договору про Європейський Союз».
Законом передбачено наступне:
- скасування Акту про Європейські співтовариства 1972 р.
- фіксуючи «день виходу», назвавши для цього годину 11 29 березня 2019 року ввечері (з урахуванням можливих змін через угоду про вихід або узгоджене продовження періоду переговорів). [6] [7]

(Це буде змінено з причин, наведених вище, чотири рази першою поправкою до 11 вечора 12 квітня 2019 року, другий 11.00 22 травня 2019 р. з третьої до 11 год вечора 31 жовтня 2019 р. та остаточна поправка до 11 вечора 31 січня 2020 р.)
- офіційне включення та адаптація ("копіювання") до 20 000 законів ЄС до збірника законів Великобританії: [8]

- перетворення безпосередньо застосовного права ЄС ( постанов ЄС ) у право Великобританії.
- збереження всіх законів, які були прийняті у Великобританії для виконання зобов'язань ЄС.
- продовження надання в законодавстві Великобританії прав, передбачених договорами ЄС, на які особа посилається безпосередньо в суді.
- припинення верховенства права ЄС у Сполученому Королівстві. :ch.2

- надання повноважень видавати накази про відкриття провадження та інші підзаконні акти [9] :ch.3відповідно до законодавчих процедур.
- Схвалення парламентом результатів переговорів уряду з ЄС відповідно до статті 50(2) Договору про Європейський Союз.[10]

### Затвердження парламентом: розділ 13
Розділ 13 Закону містить набір обов’язкових процедур для схвалення парламентом різних можливих результатів переговорів уряду з ЄС. Одним з результатів є укладення угоди між Сполученим Королівством та ЄС відповідно до статті 50 Договору про Європейський Союз, яка визначає порядок виходу Сполученого Королівства з ЄС. У законодавстві ця угода називається угодою про вихід. Закон передбачає (розділ 13), що перед тим, як Угода про вихід може бути ратифікована Сполученим Королівством і ЄС, вона повинна бути реалізована актом парламенту. Законопроект дозволяє (розділ 9) ухвалювати та набирати чинності в день виходу або до нього для виконання Угоди про вихід, за умови, що парламент ухвалить закон, який «затверджує остаточні умови виходу з Королівства Європейського Союзу». в той час.
Аналіз процесу, викладеного в Законі, опублікованому Інститутом уряду, обговорює процедуру затвердження договорів, викладену в Законі про конституційну реформу та управління 2010 року (CRAG), який може застосовуватися до угоди про вихід і рамкової угоди на майбутнє відносини залежно від того, що вони містять. Процедура може перешкоджати ратифікації, але у виняткових випадках уряд може ратифікувати договір без консультації з парламентом.
Альтернатива (розділ 13 (10)), якщо до понеділка, 21 січня 2019 року – менш ніж за одинадцять тижнів до завершення обов’язкового періоду переговорів у п’ятницю, 29 березня – під час переговорів не буде досягнуто принципової згоди щодо змісту домовленостей щодо виходу та рамок. для майбутніх відносин між ЄС і Сполученим Королівством уряд повинен опублікувати заяву, в якій буде вказано, як уряд планує діяти, і повинен організувати обговорення цього питання в парламенті протягом декількох днів.
Ministerial Statement HCWS781, 21 June 2018
У положеннях про затвердження певні слова використовуються особливим чином:
- «Нейтральна пропозиція» використовується тричі в пункті 13 і не визначена в законопроекті, але в документі від 21 червня 2018 року викладено розуміння уряду: «Відповідно до позиції Палати громад, спікер визначатиме, чи Пропозиції Уряду відповідно до законопроекту про вихід з Європейського Союзу виражені в нейтральних термінах і тому потребують поправок. Уряд визнає, що міністри та депутати можуть вносити пропозиції та обговорювати проблеми, і що згідно з положеннями Конвенції парламент надасть час для це»..
- «заява про досягнення політичної згоди» використовується тричі в розділі 13 і визначається ( розділ 13 (16) ) як письмова заява міністра про те, що, на думку міністра, «у переговорах згідно з Стаття 50(2) Договору про Європейський Союз щодо змісту (i) домовленостей щодо виходу Сполученого Королівства з ЄС та (ii) рамок майбутніх відносин між ЄС та Сполученим Королівством після виходу».

### Набрання чинності: розділ 25
Розділи Закону, які набули чинності одразу після набрання чинності Законом 26 червня 2018 року, як перелічено в розділі 25 (1), включають:
- 8 Усунення недоліків, що виникають у результаті вилучення
- 9 Реалізація угоди про вихід
- 10 Продовження співробітництва Північ-Південь в Ірландії та запобігання новим домовленостям про кордон
- 11 Повноваження за участю делегованих органів влади відповідно до розділів 8 і 9
- 16 Дотримання екологічних принципів тощо.
- 17 Єдність родини для тих, хто шукає притулку чи іншого захисту в Європі
- 18 Митний механізм як частина основи для майбутніх відносин
- 20 Інтерпретація
- 21 Покажчик визначених виразів
- 22 Положення
- 23 Наслідкові та перехідні положення, крім підрозділу (5)
- 24 Розмір.
- 25 Початок і коротка назва.

Підрозділи (2) і (3) стосуються переданих адміністрацій Північної Ірландії, Шотландії та Уельсу. Підрозділ (4) передбачає введення в дію постановою уряду решти положень Закону, зокрема:
- 1 Скасування Акту про Європейські співтовариства 1972 року
- 2 Збереження внутрішнього законодавства ЄС
- 3 Інкорпорація прямого законодавства ЄС
- 4 Збереження прав тощо відповідно до розділу 2(1) ECA
- 5 Винятки щодо заощаджень та інкорпорації
- 6 Тлумачення збереженого права ЄС
- 7 Статус збереженого права ЄС
- 13 Ухвалення парламентом результатів переговорів з ЄС
- 14 Фінансове забезпечення
- 15 Публікація та правила доказування
- 19 Майбутня взаємодія з законодавством та установами ЄС.

До кінця червня 2018 року не було прийнято жодного нормативного акту для введення в дію будь-якого з цих положень.

### Вихідний день
День виходу – це дата й час, визначені законодавством Великобританії для переходу від законодавства ЄС до законодавства Великобританії, основні зміни полягають у скасуванні Акту про Європейські співтовариства 1972 року та введенні в дію чинного права ЄС. Це не впливає на вихід Великобританії з ЄС, але мається на увазі, щоб це було синхронізовано з цією подією. Станом на грудень 2019 року день виходу — 31 січня 2020 року о 11 годині вечора  До Закону було внесено поправки (підзаконними актами, прийнятими відповідно до розділу 20 Закону), щоб оновити визначення «день виїзду» для узгодження з розширеннями до статті 50. День виходу спочатку було змінено на 12 квітня 2019 року або, залежно від обставин, на 22 травня , а потім на 31 жовтня 2019 року  До нього також було внесено зміни Законом про Європейський Союз (вихід) (№ 2) 2019 року («Закон Бенна»), щоб зробити такі зміни обов’язковими, а не дискреційними.

### Прецедентне право ЄС
До дня виходу прецедентне право, прийняте Судом Європейського Союзу (CJEU, раніше і досі широко відомий як ECJ), є обов’язковим для судів Великобританії. У Законі прецедентне право Суду ЄС буде збережено як частину закону, але воно більше не буде обов’язковим для судів і трибуналів Сполученого Королівства. Законодавство дозволяє судам відступати від прецедентного права Європейського суду після застосування того самого тесту, який вони застосовували б, вирішуючи, чи відступати від власного прецедентного права.

### Закони про права людини
У розділі 5 Закону чітко зазначено, що Хартія основних прав Європейського Союзу перестане бути частиною законодавства Великобританії після Brexit.

### Додаткові скасування
Скасування інших актів включає:
- Акт про Європейські співтовариства (приєднання Греції) 1979 р
- Акт про Європейські співтовариства (приєднання Іспанії та Португалії) 1985 р
- Акт про вступ до Європейського Союзу 1994 року
- Акт про вступ до Європейського Союзу 2003 року
- Акт про вступ до Європейського Союзу 2006 року
- Акт про Європейський Союз (приєднання Хорватії та Ірландський протокол) 2013 р
- Акт про вибори до Європейського парламенту 2002 року
- Акт про Європейський парламент (представництво) 2003 р
- Акт про Європейський Союз (з поправками) 2008 р
- Акт про Європейський Союз 2011 року
- Акт Європейського Союзу (Схвалення рішення про внесення змін до Договору) 2012 р
- Акт Європейського Союзу (Схвалення) 2013
- Акт Європейського Союзу (Схвалення) 2014
- Акт Європейського Союзу (Схвалення) 2015 р
- Акт Європейського Союзу (Схвалення) 2017
- Закон про Європейський Союз (фінанси) 2015 р
- Розділи 82 і 88(5)(c) Закону про тяжкі злочини 2015 року

### Поправки
Зміни до інших законів включають:
- Закон про фінанси 1973 року
- Закон про тлумачення 1978 року
- Акт про Європейську економічну зону 1993 року
- Закон про кримінальний процес (Шотландія) 1995 р
- Закон про права людини 1998 року
- Акт про Шотландію 1998 року
- Закон про Північну Ірландію 1998 року
- Закон про уряд Уельсу 2006 р
- Закон про тлумачення та законодавчу реформу (Шотландія) 2010 р
- Закон про малий бізнес, підприємництво та зайнятість 2015 року

## Наслідки та відповіді

### Зв'язане законодавство: світова та транскордонна торгівля
Два законопроекти, які передбачають різні результати, включно з відсутністю врегулювання шляхом переговорів, які були внесені до Палати громад у листопаді 2017 року, завершили всі етапи там у липні 2018 року та передані з Палати громад до Палати лордів : оподаткування (транскордонна торгівля) Законопроект від 16 липня  і законопроект про торгівлю від 17 липня. Уряд заявив, що Закон про дозволи на перевезення та реєстрацію причепів 2018 року, який набув чинності 19 липня 2018 року, застосовуватиметься до схеми надання дозволів на міжнародні автомобільні перевезення вантажів і був прийнятий у зв’язку з метою уряду під час переговорів щодо розвитку існуючого міжнародний доступ для комерційних автомобільних перевезень. 4 вересня 2018 року законопроект про оподаткування (транскордонна торгівля) пройшов друге читання, етапи комітетів і третє читання в Палаті лордів, а пізніше став законом після отримання Королівського дозволу 13 вересня.

### Вплив на деволюцію
У березні 2018 року уряд опублікував попередній аналіз децентралізованих адміністрацій, які отримують нові повноваження після виходу Великобританії з ЄС.
У разі децентралізації повноваження, якими раніше користувався ЄС щодо спільної рамкової політики Сполученого Королівства, повернуться до Великобританії, дозволяючи встановлювати правила у Великобританії представниками Вестмінстера. Міністрам децентралізованих адміністрацій буде надано повноваження вносити зміни до делегованого законодавства, щоб виправити закони, які не діятимуть належним чином після Brexit. :ch.4Проте законопроект також забороняє децентралізованим адміністраціям вносити зміни, які «несумісні» з тими, які вніс уряд Великобританії. :sch.2, pt.3(2)Це суттєво обмежує повноваження децентралізованих урядів, унеможливлюючи для них, наприклад, вибір зберегти частину законодавства ЄС, яке було змінено урядом Великобританії.

#### Уельс
У відповідь Національна асамблея Уельсу прийняла Закон про Європейський Союз (Уельс) 2018 року, який став законом 6 червня 2018 року  і був скасований незабаром після цього 22 листопада 2018 року 

#### Шотландія
21 березня 2018 року парламент Шотландії прийняв законопроект про вихід Великобританії з Європейського Союзу (правова безперервність) (Шотландія) 21 березня 2018 року , щоб підготувати шотландський закон до Brexit, але був переданий на розгляд до Верховного суду відповідно до розділу 33 Шотландського закону. Закон 1998 року, щоб визначити, чи має парламент законодавчу компетенцію прийняти такий законопроект; до моменту винесення цього рішення Королівський дозвіл не запитувався. Слухання розпочалося 24 липня 2018 року. 13 Грудень 2018 р. Верховний суд ухвалив розділ 17 законопроекту виходить outwith юридичної компетенції парламенту Шотландії згідно з Актом про Шотландію 1998 року, частково через спробу внести зміни до самого Акту про Шотландію 1998 року (заборонено Додатком 4 Закону про Шотландію), частково через внутрішній конфлікт із розділом 28(7) Закону про Шотландію  та частково через суперечність із згодом ухваленим і введеним у дію Законом про вихід Європейського Союзу 2018 року, коли шотландський законопроект розглядався, і що законопроект, наскільки отже, цей розділ не є законом. Уряди Шотландії та Сполученого Королівства різко розійшлися в результатах. Державний секретар (Великобританії) у справах Шотландії Девід Манделл заявив, що суд «забезпечив таку необхідну юридичну ясність», що законопроект «виходить за межі повноважень парламенту Шотландії», але міністр Шотландії з питань Brexit Майкл Рассел стверджував, що уряд Великої Британії «змінив правила гри в середині матчу» в «акті конституційного вандалізму».

#### Північна Ірландія
У Північній Ірландії Асамблея Північної Ірландії була призупинена, і провінція залишилася без децентралізованого уряду з 9 січня 2017 року, до виборів до Генеральної Асамблеї в березні 2017 року, до 11 січня 2020 року  Провідна партія в Асамблеї, Демократична юніоністська партія, відмовилася від підтримки Асамблеї через відставку першого міністра Пола Гівана в лютому 2022 року на знак протесту проти Протоколу Північної Ірландії до угоди про Brexit, виконання якого юніоністи заперечували.
Після других загальних виборів у 2022 році сер Джеффрі Дональдсон, лідер DUP і член парламенту від Лаган-Веллі, отримав посаду MLA в однойменному виборчому окрузі, ставши передбачуваним вибором заступника першого міністра, але оголосив, що команда керівництва DUP вирішить, чи він займе це місце (і, отже, призначить проміжні вибори на своє крісло Вестміністра). 12 травня, за день до першого запланованого дня засідання Асамблеї, Дональдсон оголосив про своє рішення залишитися в парламенті та офіційно кооптував колишнього члена парламенту від Південного Белфаста та MLA від Південного Белфаста, Емму Літтл-Пенгеллі, щоб прийняти його місце в Асамблеї. DUP відмовився дати згоду на обрання спікера на знак подальшого протесту проти Протоколу про Північну Ірландію, тому Асамблея не могла продовжувати займатися іншими справами, включаючи призначення нової виконавчої влади.

### Відповідь Європейського Союзу
Після того, як Закон став законом 26 червня 2018 року, Європейська Рада вирішила 29 червня продовжувати закликати держави-члени та інституції Союзу посилити свою підготовку на всіх рівнях і для всіх результатів.

### Події після прийняття
Демократична юніоністська партія, чия підтримка була потрібна уряду для збереження більшості в ключових голосах у Палаті громад, заявила 2 липня 2018 року, що не підтримуватиме жодну угоду, яка не дасть Великобританії повного контролю над своїми кордонами.
Після зустрічі для обговорення останнього розвитку переговорів, коли головний переговірник Європейського Союзу Мішель Барньє неодноразово казав прем'єр-міністру, що ЄС не погодиться обговорювати торгівлю, доки не буде досягнуто угоди щодо умов виходу, прем'єр-міністр повідомив Палату представників. палати громад 2 липня 2018 року, що вона попередила лідерів ЄС про те, що, на її думку, парламент не схвалить угоду про вихід восени, «якщо ми не матимемо чіткості щодо наших майбутніх відносин разом із нею». Після цього на засіданні Кабінету міністрів у Чекерсі 6 липня було прийнято рішення про те, що продовження підготовки до потенційних результатів включало можливість «без угоди».
Девід Девіс, держсекретар з питань виходу з Європейського Союзу, представив законопроект як законопроект до парламенту та взяв участь у засіданні кабінету міністрів у Чекерсі 6 липня, де він у своїй заяві про відставку сказав: «На мій погляд, наслідок запропонована політика полягає в тому, що так званий контроль над парламентом стане швидше ілюзорним, ніж реальним. Наступного дня прем'єр-міністр призначив Домініка Рааба міністром з Brexit. Пізніше того ж дня було оприлюднено заяву про відставку міністра закордонних справ Бориса Джонсона, який також був присутній на засіданні кабінету міністрів Чекерса. За кілька годин прем'єр-міністр призначив Джеремі Ганта наступником Джонсона.
Політика уряду щодо майбутніх відносин між Сполученим Королівством та Європейським Союзом, яку Кабінет міністрів обговорював у Чекерсі, була опублікована як Біла книга 12 липня 2018 року  для обговорення в Палаті громад наступного тижня.
Під час візиту президента Сполучених Штатів до Сполученого Королівства 13 липня 2018 року його коментар про те, що Сполучене Королівство, ймовірно, не укладе торговельну угоду зі США, якщо план прем’єр-міністра буде виконано, був широко опублікований у ЗМІ.
Уряд підтвердив у Палаті громад 19 липня 2018 року, що Велика Британія вийде з ЄС 29 березня 2019 року, як зазначено в Акті про вихід і Білій книзі.  Перша зустріч Домініка Рааба, новопризначеного держсекретаря Великобританії, з головним переговірником ЄС Мішелем Барньє відбулася в Брюсселі пізніше того ж дня (19 липня 2018 року). Рааб запропонував зустрітися з Барньє протягом серпня, щоб «інтенсифікувати» переговори, тоді як Велика Британія та ЄС наполягали на тому, що досягнення домовленості щодо виходу Великої Британії в березні 2019 року все ще залишається на плані.

## Законодавча історія
У жовтні 2016 року прем’єр-міністр Тереза Мей пообіцяла «Великий законопроект про скасування», який скасував би Акт про Європейські співтовариства 1972 року та відновив у законодавстві Великої Британії всі нормативні акти, які раніше діяли відповідно до законодавства ЄС. Це згладило б перехід, забезпечивши, щоб усі закони залишалися в силі, доки вони не будуть скасовані.

### Статті Генріха VIII
У березні 2017 року звіт Thomson Reuters визначив 52 741 законодавчі акти, які були прийняті з 1990 року. Перенесення європейського законодавства в британське – це найшвидший спосіб забезпечити наступність. Вони можуть стосуватися інституцій ЄС, до яких Великобританія більше не належатиме, або використовувати формулювання, припускаючи, що Великобританія є державою-членом ЄС, і, отже, вони не можуть бути просто перетворені в закон. Перероблення всіх десятків тисяч законів, яких це стосується, і голосування за них у парламенті було б неймовірно трудомістким процесом, тому законопроект містив положення, неофіційно відомі як положення Генріха VIII, які дозволяли б міністрам приймати вторинні закони для внесення змін або вилучення. ці закони (як первинні, так і вторинні) для усунення «недоліків» шляхом прийняття нормативних документів.
У законопроекті повноваження розділили між двома пунктами. Пункт 7 передбачав положення про виправлення міністрами «недоліків» у законодавстві (включаючи посилання на інституції ЄС, членом яких Великобританія більше не є, договори ЄС, які більше не актуальні, і звільнення), термін дії якого закінчується через два роки після виходу Великобританії з ЄС. Ці запропоновані повноваження не можуть бути використані для прийняття вторинного законодавства
- встановлення або підвищення оподаткування;
- оформлення ретроспективного забезпечення;
- створення кримінального правопорушення, максимальне покарання якого перевищує два роки позбавлення волі;
- внесення змін, скасування або скасування Закону про права людини 1998 року або будь-яких підзаконних актів, прийнятих відповідно до нього; або
- внесення змін або скасування Закону про Північну Ірландію 1998 року (за деякими обмеженими винятками).[24] :§7

Пункт 9 законопроекту надавав міністрам надзвичайно широкі повноваження щодо внесення змін до законодавства. Незважаючи на те, що було включено деякі запобіжні заходи для обмеження ситуацій, у яких закон може бути змінений, наприклад, із включенням положень про припинення дії, положення, що надають ці повноваження, піддавалися критиці за те, що вони занадто широкі.

### Палата громад у першому та другому читаннях
13 липня 2017 року Девід Девіс, державний секретар з питань виходу з Європейського Союзу, представив законопроект у Палаті громад. Як урядовий законопроект, це перше читання було проформою, а перше обговорення відбулося в другому читанні.
Друге читання та обговорення законопроекту розпочалися 7 вересня 2017 року  Дебати та друге читання відновилися 11 вересня. Незабаром після півночі 12 вересня друге читання пройшло з перевагою в 326 проти 290, більшістю в 36 голосів  після того, як поправка, запропонована Лейбористською партією, була відхилена з перевагою в 318 проти 296. Пропозиція поставити законопроект на восьмиденний розгляд у Комітеті була прийнята 318 проти 301.

### Стадія комітету Палати громад
Спочатку було заплановано, що стадія комітетів відбудеться після того, як депутати повернуться до парламенту після завершення в жовтні відповідних партійних конференцій. Однак Андреа Лідсом, голова Палати громад, оголосила 26 жовтня, що стадія комітету має розпочатися 14 листопада. Етап комітету розпочався, як було заплановано, 14 листопада  як комітет усієї палати та завершився 20 грудня 2017 року.
Депутати внесли понад 470 поправок до законопроекту , і одна з них принесла уряду Терези Мей першу поразку в державних справах, оскільки депутати проголосували 309 проти 305, щоб дати парламенту юридичну гарантію голосування щодо остаточної угоди про Brexit. вдарили з Брюсселем. Уряд спочатку припустив, що оскільки законопроект буде основною темою парламентських дебатів щодо Brexit в цілому, він стане альтернативою голосуванню за угоду, узгоджену під час переговорів щодо Brexit. Однак 13 листопада 2017 року уряд оголосив, що представить окрему Угоду про вихід і законопроект про імплементацію, щоб окремо розглянути угоду в ході переговорів між Великою Британією та ЄС, якщо така буде досягнута, що надасть парламенту право голосу, але це не завадило ухваленню поправки до законопроекту.
Планувалося, що скасування буде введено в дію під час переговорів щодо Brexit, але набуде чинності в «день виходу». Як було подано спочатку, у законопроекті не вказувалося дати «дня виходу», але говорилося, що "'  день виходу» означає такий день, який міністр корони може призначити нормативними актами». Якщо час не вказано, це мав бути «початок того дня». Однак уряд вніс поправку на стадію комітету, тому в законопроекті було зазначено, "'  день виходу» означає 29 березня 2019 року об 23:00». Щоб уникнути другої можливої поразки,  прийняв додаткову поправку про те, що «Міністр Корони може за допомогою правил змінити визначення «день виходу ' , що дозволяє гнучкість у випадку перехідної угоди, або потрібен додатковий час на переговори.
Всього на етапі комітету відбулося 40 поділів. Запропоновані поправки, які не були прийняті, включають:
- Поправка про виключення розділу законопроекту, в якому йдеться про те, що Хартія основних прав Європейського Союзу не буде частиною національного законодавства після дня виходу, була відхилена 311 голосами проти 301.[70] 5 грудня уряд опублікував аналіз, в якому пояснюється, як кожна стаття хартії буде відображена в законодавстві Великобританії після Brexit.[71]
- Поправка, яка дозволяє Великобританії залишитися в Митному союзі ЄС, була відхилена 320 голосами проти 114.[72]
- Поправка щодо проведення референдуму щодо: (1) прийняття остаточної угоди про вихід, погодженої з ЄС; або (2) залишитися в ЄС, зазнав поразки 319 голосами проти 23.[73]

### Стадія доповіді Палати громад і третє читання
Стадія звіту та третє читання відбулися 16 та 17 січня 2018 р. Законопроект пройшов третє читання 324 голосами проти 295 

### Палата лордів у першому та другому читаннях і стадії комітетів
Законопроект пройшов у першому читанні в Палаті лордів 18 січня 2018 року  і в другому читанні 30 і 31 січня 2018 року  і переданий на розгляд комітету всієї палати. Це тривало одинадцять днів з 21 лютого по 28 березня.

### Етап звіту палати лордів
- Поправка 1: Пропозицію, згідно з якою міністри повинні звітувати про зусилля уряду щодо ведення переговорів щодо продовження митного союзу між ЄС і Великобританією, було прийнято 348 голосами проти 225 – більшістю 123.[78][79]
- Поправка 11: Пропозиція про те, що певні частини REUL не можуть бути змінені або скасовані після виходу міністрів, але лише через первинне законодавство (тобто акт парламенту), було прийнято 314 проти 217 – більшістю з 97.[80] Ці сфери REUL: (a) трудові права, права та захист; (b) права на рівність, права та захист; (c) права на здоров’я та безпеку, права та захист; (d) споживчі стандарти; та (e) екологічні стандарти та захист.[81] Навіть технічні зміни в REUL у цих сферах можуть бути внесені лише після схвалення обох палат парламенту та після «процедури посиленого контролю».
- Поправка 15: одним із небагатьох законів ЄС, які законопроект пропонував скасувати, а не перенести в законодавство Великобританії, була Хартія основних прав Європейського Союзу, але поправка, яка залишає Хартію частиною законодавства Великобританії після виходу, була прийнята 316 проти 245, більшість 71.[82][83]
- Поправка 18: Пропозицію, яка дозволяє особам зберігати право оскаржувати дійсність законодавства ЄС після Brexit, було прийнято 285 проти 235 – більшістю 50.[84][85]
- Поправка 19: Пропозицію, яка обмежує міністерські повноваження змінювати законодавство ЄС, коли воно включено в законодавство Великобританії після Brexit, було прийнято 280 проти 223 – більшістю 57.[84][86]
- Поправка 31: Пропозицію змінити пункт, який спочатку надавав міністрам повноваження вносити «відповідні» зміни до законодавства, замість того, щоб надати їм повноваження вносити «необхідні» зміни, було прийнято 25 квітня 349 голосами проти 221 – більшістю у 128. 2018.[87][88]
- Поправка 49: Пропозиція, яка означає, що парламент має схвалити угоду про вихід і перехідні заходи в акті парламенту до того, як Європейський парламент обговорить і проголосує за це, а також надає Палаті громад повноваження вирішувати наступні кроки для уряду, якщо угода відхилена (отримала назву « значуще голосування »), була прийнята 335 проти 244 – більшістю 91.[89][90][91]
- Поправка 51: Запропонована зміна, яка надає парламенту право голосу щодо майбутніх переговорів щодо майбутніх відносин Великобританії з ЄС, була прийнята 270 голосами проти 233 – більшістю 37 голосів [89][92]
- Поправка 59: Запропонована зміна, яка вимагає від уряду возз’єднати дітей-біженців без супроводу з родичами у Великій Британії, була прийнята 205 проти 181 – більшістю з 24.[89][93]
- Поправка 70: Пропозицію створити парламентський комітет для аналізу певних нормативних актів, запроваджених відповідно до законодавства, щоб рекомендувати, чи вимагають вони подальшої перевірки статутних документів Brexit, було прийнято 225 голосами проти 194 – більшістю 31.[89][94]
- Поправка 88: Палата лордів проголосувала за включення нового пункту щодо продовження співпраці між північчю та півднем і запобігання новим домовленостям про кордон між Північною Ірландією та Республікою Ірландія, 309 голосами проти 242 – більшість із 67.[95][96]
- Поправка 93: Пропозицію дозволити уряду відтворювати будь-який закон ЄС у внутрішньому законодавстві та продовжувати брати участь в установах ЄС (таких як Європейське співтовариство з атомної енергії (Євратом)) після Brexit було прийнято 298 проти 227 – більшістю 71.[89][97]
- Поправка 95: Пропозицію вилучити день виходу 29 березня 2019 року з лиця законопроекту було прийнято 311 проти 233 – більшістю 78.[89][98]
- Поправка 110A: Пропозицію доручити уряду вести переговори про продовження членства в Європейській економічній зоні було прийнято 245 голосами проти 218 – більшістю 27 голосів [89][99]

30 квітня пропозицію про проведення другого референдуму ЄС (поправка 50) було відхилено лордами 260 голосами проти 202 – більшістю 58.

### Третє читання палати лордів
Під час третього читання 16 травня 2018 року уряд зазнав 15-ї поразки в Палаті лордів, що, включаючи поразку в Комітеті громад, означало 16 поразок загалом. Потім законопроект пройшов третє читання.

### Розгляд поправок
Палата громад обговорила поправки, запропоновані лордами, 12 і 13 червня. Більшість проголосувала за відхилення 14 із 15 поправок лордів і прийняла лише одну, яка стосувалася збереження відносин з ЄС. Уряд також погодився прийняти поправку, яка заохочує переговори про митну угоду з ЄС , а також пішов на компроміс із поправками щодо питань Північної Ірландії, контролю, навколишнього середовища та дітей-мігрантів без супроводу. Також прийнято підтриману урядом поправку, яка дозволяє судові оскарження на основі законодавства ЄС протягом трирічного періоду після Brexit. Було також домовлено, що будь-яка угода про вихід з ЄС не буде реалізована без схвалення парламенту, і якщо такого схвалення не буде, міністр зробить заяву, в якій викладе, як уряд «пропонує діяти» протягом 28 днів, як міститься в розділі 13 прийнятого Закону.
18 червня Палата лордів прийняла ще одну поправку про «важливе голосування», схожу на ту, яку відхилила Палата громад, яка дозволяє парламентське голосування щодо Brexit у разі, якщо угода про Brexit між Великою Британією та ЄС не буде досягнута, цього разу змінена, щоб вона не включала лише «нейтральний рух». Пізніше ця поправка була відхилена 20 червня 319 проти 303 голосами. Того дня лорди погодилися прийняти урядовий законопроект про вихід із ЄС, прокладаючи таким чином шлях для того, щоб він став законом за згодою короля.

### Королівський дозвіл і початок
Законопроект набрав чинності 26 червня 2018 року. У розділі 1 зазначено, що Акт про Європейські співтовариства 1972 року скасовується в день виходу, визначений в іншому розділі як 29 березня 2019 року о 23:00 (з урахуванням можливих змін через угоду про вихід або узгоджене продовження періоду переговорів). Підрозділ (1) розділу 25 містить положення Закону, який набрав чинності 26 червня 2018 року, пункти (2) і (3) викладають положення Закону, який набрав чинності в цей день для певних цілей, а пункт (4) зазначає, що решта положень набудуть чинності в день або дні, призначені регламентом.

## Дивіться також
- Акт про вихід з Європейського Союзу 2019 (Гібралтар)
- Акти парламенту Сполученого Королівства, що стосуються Європейських Співтовариств і Європейського Союзу
- Застосування Сполученим Королівством статті 50 Договору про Європейський Союз
- Акт про Європейський Союз (Угода про вихід) 2020 року
- Законопроект 2018 року про вихід Великої Британії з Європейського Союзу (правова спадкоємність) (Шотландія), законопроект, схвалений парламентом Шотландії, але який Верховний суд оголосив «незаконним» через подальше ухвалення цього Закону та Закону про Шотландію 1998 року.
- Акт про Європейський Союз (майбутні відносини) 2020